# Homeomastax hondurensis
Homeomastax hondurensis är en insektsart som först beskrevs av Rehn, J.A.G. och J.W.H. Rehn 1934.  Homeomastax hondurensis ingår i släktet Homeomastax och familjen Eumastacidae. Inga underarter finns listade i Catalogue of Life.